# Ovidiu Petre
Ovidiu Petre (ur. 22 marca 1982 w Bukareszcie) – piłkarz rumuński grający na pozycji defensywnego pomocnika.

## Kariera klubowa
Petre pochodzi z Bukaresztu. Piłkarską karierę rozpoczął w tamtejszym klubie Național Bukareszt i już w 1999 roku jako 17-latek trafił do składu pierwszej drużyny, a 22 kwietnia 2000 zadebiutował w pierwszej lidze rumuńskiej w przegranych 2:3 derbach z Rapidem Bukareszt. W pierwszym składzie Național zaczął jednak grywać dopiero dwa sezony później i wywalczył wówczas wicemistrzostwo Rumunii. Natomiast w sezonie 2002/2003 doszedł z Naționalem do finału Pucharu Rumunii, jednak w nim zespół uległ 0:1 lokalnemu rywalowi, Dinamu Bukareszt. W Naționalu grał do końca lata 2003 i rozegrał dla tego klubu 57 spotkań ligowych i zdobył 2 gole.
We wrześniu 2003 Petre przeszedł za 1,5 miliona euro do tureckiego Galatasaray SK. Do Stambułu ściągnął go rodak Cosmin Olăroiu. W nowym klubie zadebiutował 13 września w przegranym 0:1 wyjazdowym spotkaniu z Konyasporem. W sezonie 2003/2004 był podstawowym zawodnikiem „Galaty”. Wystąpił m.in. w fazie grupowej Ligi Mistrzów, jednak w tureckiej lidze zawiódł swoich kibiców zajmując dopiero 6. pozycję. W Galatasaray Petre grał jeszcze przez rundę jesienną sezonu 2004/2005.
Zimą 2005 roku Rumun został sprzedany za 200 tysięcy euro do FCU Politehniki Timișoara. Tam spędził półtora roku i występował w wyjściowej jedenastce, jednak nie odniósł większych sukcesów. Swoją postawą zwrócił jednak uwagę prezydenta Steauy Bukareszt Gigiego Becaliego oraz trenera Olăroiu i latem 2006 przeszedł do tego zespołu. W 2007 roku został wicemistrzem Rumunii, podobnie jak rok później.
W 2010 roku Petre został piłkarzem saudyjskiego An-Nassr. W latach 2011–2012 grał w Modenie, a w 2013 roku został zawodnikiem klubu ACS Poli Timișoara, w którym grał do 2015 roku.
| Sezon   | Klub                      | Kraj             | Rozgrywki | Mecze | Bramki |
| ------- | ------------------------- | ---------------- | --------- | ----- | ------ |
| 1999/00 | Național Bukareszt        | Rumunia          | Divizia A | 3     | 0      |
| 2000/01 | Național Bukareszt        | Rumunia          | Divizia A | 7     | 0      |
| 2001/02 | Național Bukareszt        | Rumunia          | Divizia A | 20    | 0      |
| 2002/03 | Național Bukareszt        | Rumunia          | Divizia A | 23    | 2      |
| 2003/04 | Național Bukareszt        | Rumunia          | Divizia A | 4     | 0      |
| 2003/04 | Galatasaray SK            | Turcja           | Superliga | 22    | 1      |
| 2004/05 | Galatasaray SK            | Turcja           | Superliga | 5     | 0      |
| 2004/05 | FCU Politehnica Timișoara | Rumunia          | Divizia A | 12    | 2      |
| 2005/06 | FCU Politehnica Timișoara | Rumunia          | Divizia A | 21    | 3      |
| 2006/07 | Steaua Bukareszt          | Rumunia          | Divizia A | 19    | 1      |
| 2007/08 | Steaua Bukareszt          | Rumunia          | Divizia A | 26    | 2      |
| 2008/09 | Steaua Bukareszt          | Rumunia          | Divizia A | 11    | 1      |
| 2009/10 | Steaua Bukareszt          | Rumunia          | Divizia A | 18    | 1      |
| 2010/11 | An-Nassr                  | Arabia Saudyjska | I. liga   | 16    | 4      |
| 2011/12 | Modena FC                 | Włochy           | Serie B   | 19    | 1      |
| 2012/13 | ACS Poli Timișoara        | Rumunia          | Divizia A | 9     | 0      |
| 2013/14 | ACS Poli Timișoara        | Rumunia          | Divizia A | 24    | 0      |
| 2014/15 | ACS Poli Timișoara        | Rumunia          | Divizia A | 12    | 0      |

## Kariera reprezentacyjna
W reprezentacji Rumunii Petre zadebiutował 17 kwietnia 2002 roku w wygranym 2:1 towarzyskim spotkaniu z Polską. Swojego pierwszego gola w kadrze zdobył 8 czerwca 2005 w wygranym 3:0 meczu z Armenią, rozegranym w ramach eliminacji do Mistrzostw Świata w Niemczech. Od czasu debiutu ma pewne miejsce w składzie kadry narodowej, gdzie na ogół jest rezerwowym dla Paula Codrei.